# Skije
Skije označavaju par kraćih ili duljih ravnih dasaka koje se različitim načinima pričvršćuju za noge osobe koja ih želi koristiti za klizanje preko glatke površine, najčešće prekrivene snijegom. Skije se koriste za svaki vid skijanja na snijegu ili vodi, iako se isti izraz koristi i za bilo koju drugu primjenu skija, koje mogu biti korištene i na vozilima, avionima i sl.

## Vrste skija
Najpoznatije su skije za alpske skijaške discipline. Te se skije kreću u rasponima duljina od 1 do 2 metra, ovisno o disciplini, uzrastu skijaša, visini skijaša i sl. Širine skije se kreću izmeđi 7-10 centimetara, a uobičajeno je da su vrhovi i repovi nešto širi od struka skije. Skije su debljine oko 1-2 centimetra. Materijal izrade je tradiocionalno bio drvo, ali se razvojem tehnologije danas primjenjuju različiti čvršći materijali kao što su karbon, kevlar te razni drugi kompozitni materijali. Rubnici skija s donje su radi boljeg prianjanja uz podlogu u zavojima najčešće od tvrdog metala, a sama podloga je prekrivena materijalom na bazi voska radi manjeg trenja sa sniježnom površinom. S gornje strane skije nalaze se skijaški vezovi kojima se pročvršćuje noga skijaša za skiju. Skijaš koristi posebnu obuću koja se naziva pancerice, a koja ima s obje strane odgovarajuću izbočinu na koju se vez učvrsti. Na alpskim skijama skijaševo stopalo je cijelom duljinom čvrsto priljubljeno uz skiju.
U skijaškom trčanju koriste se skije koje su bitno uže i dulje od alpskih skija. Razlika je i u skijaškom vezu, koji u slučaju ovih skija ne pričvršćuje nogu skijaša cijelim stopalom čvrsto za skiju, već je omogućeno podizanje pete dok su prsti stalno u dodiru sa skijom.
Skijaši koji se bave skijaškim skokovima koriste vrlo duge (redovno preko dva i pol metra) i nešto šire skije, a vez na njima također omogućava podizanje pete.
Prilikom skijanja na vodi koriste se dosta široke ali kratke skije. Te skije skijaš najčešće koristi bos, te je vez prilagođen bosoj nozi i stoga bitno drugačije dizajniran od vezova za discipline na snijegu.